# Лукій Михайло Васильович
Миха́йло Васи́льович Лукій «Нечай», «Прометей», член ОУН-УПА — референт Служби безпеки Борщівського району.

## З життєпису
Народився в с. Бабинці, Борщівського району, Тернопільської області.
В сім'ї було троє дітей: Михайло, Богдан та Марія. В 1949 році сім'ю було заслано в Сибір (Хабаровськ).

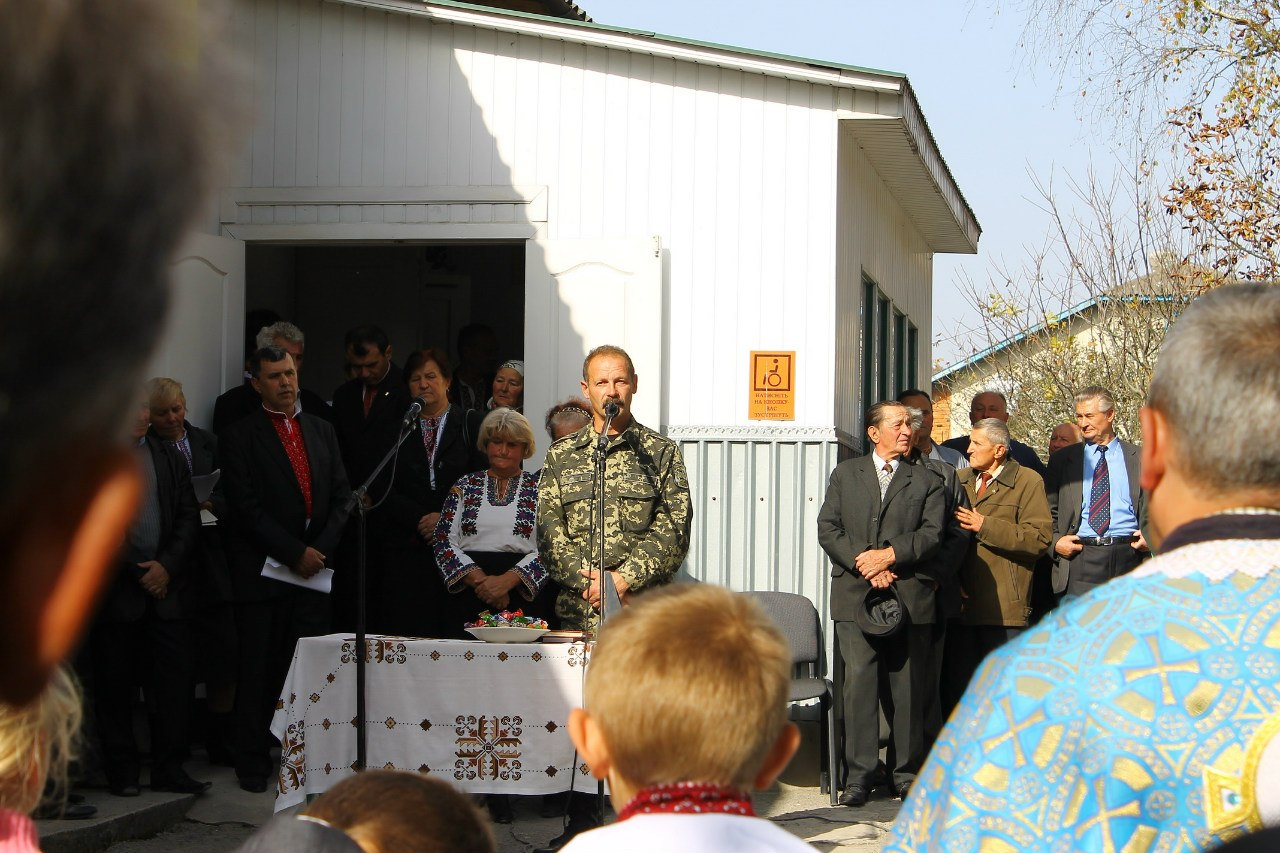

Загинув: 24 серпня 1950 року в лісі біля села. Підірвався на гранаті щоб не здаватись в полон НКВДистам.

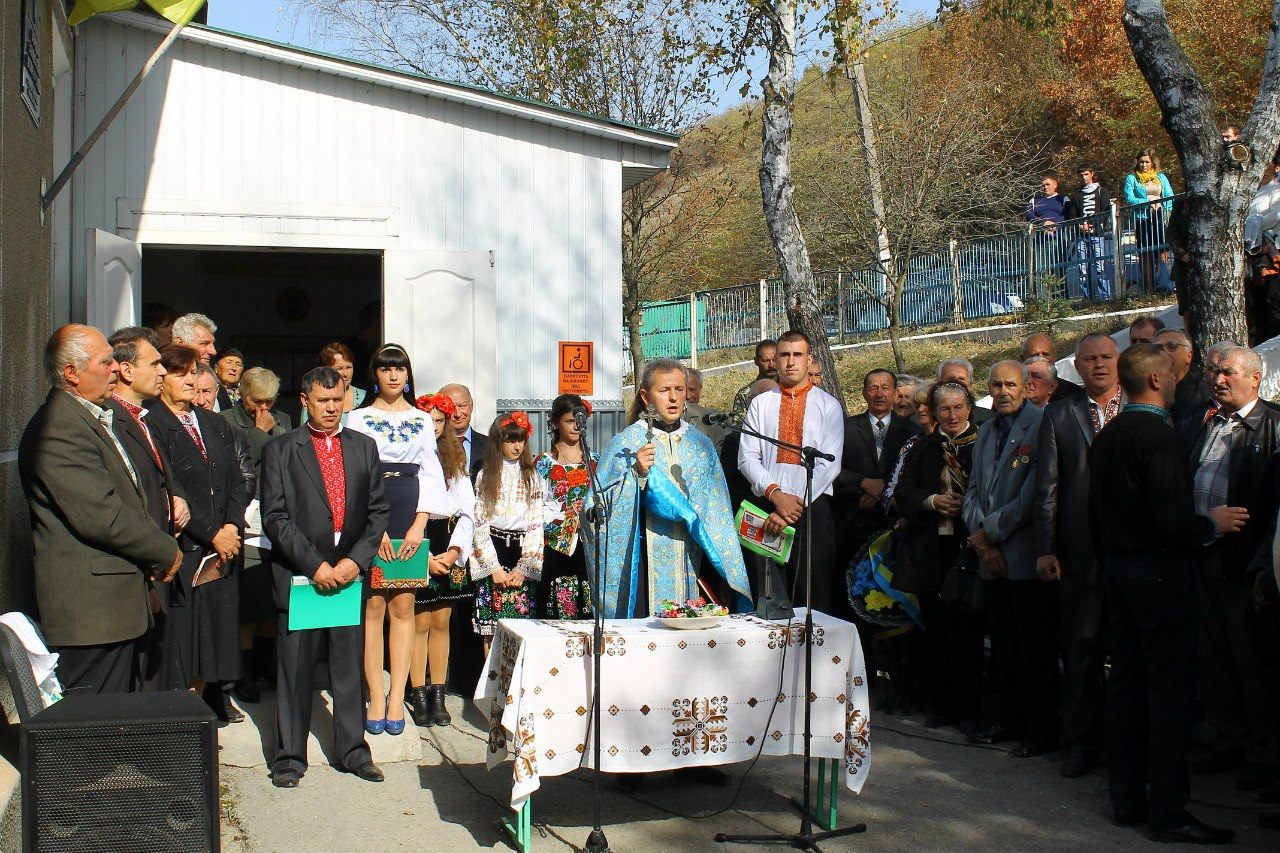

## Вшанування
2014 рік — відкриття меморіальної дошки в Бабинецькій загальноосвітній щколі І-ІІ ступенів.